# Трайпос

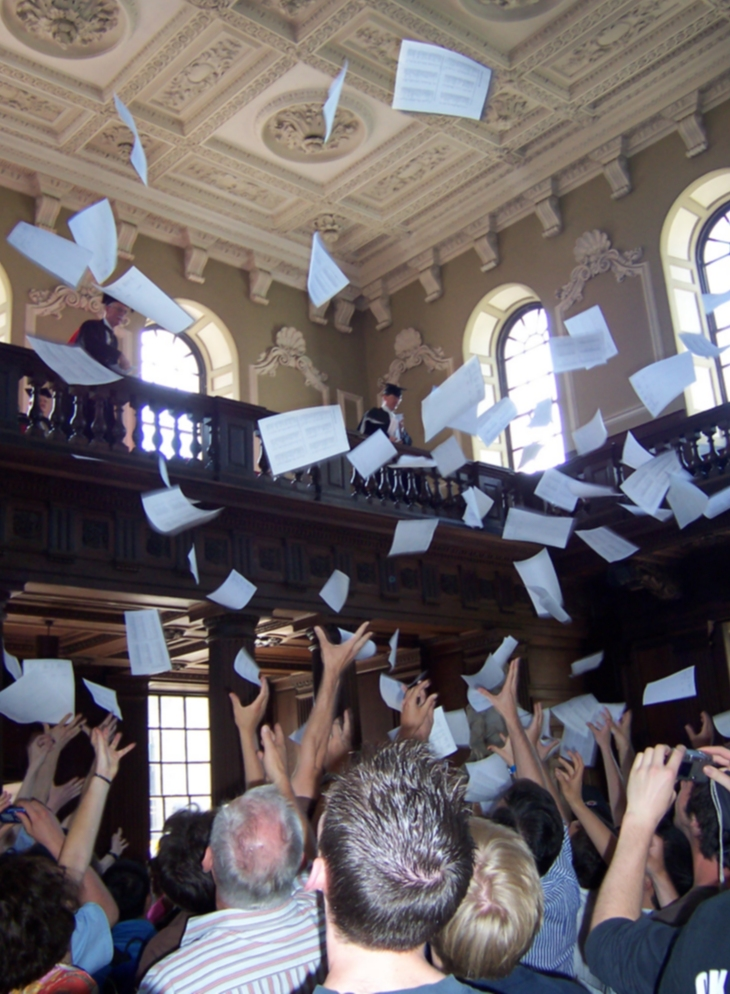
Объявление результатов математического трайпоса (2005 г.)

Трайпос (англ. Tripos) — традиционный выпускной экзамен в Кембриджском университете. Считается, что название происходит от трёхногого стула (англ. tripod), на котором сидели экзаменующиеся.

## Результаты экзамена
Старейшим трайпосом был трайпос по математике. С 1753 по 1909 годы его результаты публиковались, и сдавшие экзамен получали в зависимости от успехов степени «спорщика»/«ранглера» (англ. Wrangler), «старшего оптима» (англ. Senior Optime) и «младшего оптима» (англ. Junior Optime).
При этом определялось место выпускника в каждом разряде. Самый лучший выпускник назывался «старшим спорщиком»/«старшим ранглером» (англ. Senior Wrangler). В их число вошли такие личности, как Артур Кэли (1842), Джон Литлвуд (совместно, 1905), Арран Фернандес (2013). Для последнего же по результатам «младшего оптима» существовал специальный «приз» — большая деревянная ложка. В день выдачи диплома эту ложку подвешивали с галереи на веревках над головой выпускника, затем опускали и вручали. В 1875 году подобную «издевательскую» традицию запретили, а с 1910 года результаты экзаменов публикуются согласно алфавитному перечню студентов.